# Irina von Bentheim
Irina von Bentheim (* 18. August 1962 in West-Berlin) ist eine deutsche Schauspielerin, Synchronsprecherin und Hörbuchsprecherin.

## Leben und Karriere
Die Tochter der Journalisten Ursula und Alexander von Bentheim spielte als Kinderdarstellerin an der Seite von Größen wie Heinz Erhardt, Heinz Rühmann, Werner Hinz oder Peter Alexander. Sie moderierte jahrelang bei Radiosendern wie RIAS 2, Deutschlandradio Berlin und RBB (u. a. das wöchentliche Erotikmagazin Sex nach Neun auf Radio Eins).
Als Synchronsprecherin leiht sie ihre Stimme vielen berühmten amerikanischen Schauspielerinnen, darunter Naomi Watts und Sarah Jessica Parker aus der US-Serie Sex and the City. Außerdem sprach sie die Lara Flynn Boyle in der Serie Practice – Die Anwälte, Mai Valentine aus der Anime-Serie Yu-Gi-Oh! sowie zahlreiche Hörbücher und tourt mit unterschiedlichen Bühnenshows durch den gesamten deutschsprachigen Raum.

### Familie
Der Schauspieler und Synchronsprecher Nicolai von Bentheim (1960–2001) war ihr Bruder.

## Filmografie
- 1969: Wenn süß das Mondlicht auf den Hügeln schläft
- 1970: Heintje – Mein bester Freund
- 1970: Das kann doch unsren Willi nicht erschüttern
- 1971: Wir hau’n den Hauswirt in die Pfanne
- 1971: Der Kapitän
- 1972: Der Fall Opa
- 1979: Tatort: Gefährliche Träume

## Synchronarbeiten (Auswahl)
Minnie Driver
- 1997: Grosse Pointe Blank – Erst der Mord, dann das Vergnügen als Debbie Newberry
- 2000: Zurück zu dir als Grace
- 2000: Slow Burn – In der Hitze der Wüste als Trina McTeague
- 2014: Summer Musical als Vivienne Mae
- 2014: Beyond the Lights als Macy Jean
- 2014: Stage Fright als Kylie Swanson

Naomi Watts
- 1995: Tank Girl als Jet Girl
- 1996: Flucht aus Atlantis als Amanda
- 2000: Wyvern Mystery als Alice Fairfield
- 2001: Mulholland Drive – Straße der Finsternis als Betty/Diane
- 2002: Grabgeflüster – Liebe versetzt Särge als Meredith Mainwaring
- 2002: Ring als Rachel Keller
- 2003: 21 Gramm als Cristina Peck
- 2003: Eine Affäre in Paris als Roxeanne de Persand
- 2003: Gesetzlos – Die Geschichte des Ned Kelly als Julia Cook
- 2004: Attentat auf Richard Nixon als Marie Andersen Bicke
- 2004: I Heart Huckabees als Dawn Campbell
- 2005: Ellie Parker – Schauspielerin als Ellie Parker
- 2005: Ring 2 als Rachel Keller
- 2005: Stay als Lila Culpepper
- 2007: Der bunte Schleier als Kitty Fane
- 2007: Funny Games U.S. als Ann
- 2010: Ich sehe den Mann deiner Träume als Sally
- 2012: The Impossible als Maria
- 2013: Tage am Strand als Lil
- 2015: The Sea of Trees als Joan Brennan
- 2015: Die Bestimmung – Insurgent als Evelyn Johnson
- 2016: Die Bestimmung – Allegiant als Evelyn Johnson
- 2018: Ophelia als Gertrude / Mechthild

Robin Wright
- 1994: Forrest Gump als Jenny Curran
- 1996: Moll Flanders als Moll Flanders
- 1997: Alles aus Liebe als Maureen Murphy Quinn
- 1998: Hurlyburly als Darlene
- 2005: Empire Falls – Schicksal einer Stadt als Grace Roby
- 2007: Hounddog als fremde Frau
- 2009: New York, I Love You als Anna
- 2009: Pippa Lee als Pippa Lee
- 2009: State of Play – Stand der Dinge als Anne Collins
- 2011: Die Kunst zu gewinnen – Moneyball als Sharon
- 2011: Rampart – Cop außer Kontrolle als Linda Fenriss
- 2011: Verblendung als Erika
- 2011: Enlightened – Erleuchtung mit Hindernissen (Fernsehserie, 2 Folgen) als Sandy
- 2013–2018: House of Cards (Fernsehserie) als Claire Underwood
- 2015: Everest als Peach Weathers
- 2017: Blade Runner 2049 als Lt. Joshi
- 2017: Wonder Woman als General Antiope
- 2020: Wonder Woman 1984 als General Antiope

Sarah Jessica Parker
- 1998–2004: Sex and the City (Fernsehserie) als Carrie Bradshaw
- 2000: State and Main als Claire Wellesly
- 2002: Life Without Dick – Verliebt in einen Killer als Colleen Gibson
- 2005: Die Familie Stone – Verloben verboten! als Meredith Morton
- 2006: Zum Ausziehen verführt als Paula
- 2008: Sex and the City – Der Film als Carrie Bradshaw
- 2008: Smart People als Janet Hartigan
- 2009: Haben Sie das von den Morgans gehört? als Meryl Morgan
- 2010: Sex and the City 2 als Carrie Bradshaw
- 2011: Der Feind in Dir als Sarah Daniels
- 2011: Der ganz normale Wahnsinn – Working Mum als Kate Reddy
- 2011: Happy New Year als Kim
- 2012–2013: Glee (Fernsehserie) als Isabelle Wright
- 2015: All Roads Lead to Rome als Maggie Falk
- 2016: Divorce (Fernsehserie) als Frances
- 2021–2025: And Just Like That … (Fernsehserie) als Carrie Bradshaw

### Filme
- 1993: Gilbert Grape – Irgendwo in Iowa – Juliette Lewis als Becky
- 1994: Bullets Over Broadway – Mary-Louise Parker als Ellen
- 1995: Sabrina – Lauren Holly als Elizabeth Tyson
- 1995: Heat – Amy Brenneman als Eady
- 1997: Vergessene Welt: Jurassic Park – Katy Boyer als Benjamins Mutter
- 1998: Rendezvous mit Joe Black – Claire Forlani als Susan Parrish
- 1998: Grease – Schmiere – Dinah Manoff als Marty Maraschino
- 1998: Studio 54 – Neve Campbell als Julie Black
- 1998: Ich weiß noch immer, was du letzten Sommer getan hast – Jennifer Esposito als Nancy
- 2000: Erin Brockovich – Meredith Zinner als Mandy Robinson
- 2002: Auto Focus – Rita Wilson als Anne Crane
- 2003: Barbie in Schwanensee – Venus Terzo als Lila
- 2005: Die Geisha – Gong Li als Hatsumomo
- 2007: Harry Potter und der Orden des Phönix – Jessica Hynes als Mafalda Hopfkirch
- 2015: Studio 54 (Director’s Cut) – Neve Campbell als Julie Black
- 2015: Der Kaufhaus Cop 2 – Jackie Sandler als Attraktive Frau

### Serien
- 1995–1996: Gargoyles – Auf den Schwingen der Gerechtigkeit – Brigitte Bako als Angela
- 1996–2000: Allein gegen die Zukunft – Shanesia Davis–Williams als Marissa Clark
- 1997–2001: Dharma & Greg – Shae D’Lyn als Jane Cavanaugh
- 1997–2003: Practice – Die Anwälte – Lara Flynn Boyle als Helen Gamble
- 2001: Yu-Gi-Oh! – Haruhi Terada als Mai Valentine
- 2012–2017: The Walking Dead – Sonequa Martin-Green als Sasha Williams
- 2013–2015: Sleepy Hollow – Jill Marie Jones als Cynthia Irving
- 2017–2025: The Handmaid’s Tale – Der Report der Magd für Ever Carradine als Naomi Putham

### Computerspiele
- 2018: Faith Less in Leisure Suit Larry: Wet Dreams Don’t Dry

## Hörbücher
- Vom Umtausch ausgeschlossen. Der Audio Verlag, Berlin 2006, ISBN 978-3-89813-519-1.
- Zuckermond. DELTA MUSIC, 2007, ISBN 978-3-86538-679-3.
- Sex and the City. Der Audio Verlag, Berlin 2008, ISBN 978-3-89813-749-2.
- Vögelfrei. von Sophie Andresky
- Frauen rächen besser.  von Kim Schneyder, Audible
- Summer and the City. Carries Leben vor Sex and the City. von Candace Bushnell, Der Audio Verlag
- Auf der anderen Seite ist das Gras viel grüner von Kerstin Gier, Lübbe Audio 2011
- Männer und andere Katastrophen von Kerstin Gier
- Die Braut sagt leider nein von Kerstin Gier
- Ein unmoralisches Sonderangebot von Kerstin Gier
- Mutterherz von Tess Gerritsen (Maura Isles / Jane Rizzoli 13, gemeinsam mit Tanja Geke), Random House Audio, 2022, ISBN 978-3-8371-5979-0 (Hörbuch-Download)

## Hörspiele
- 2014: Edgar Linscheid und Stuart Kummer: The Cruise – Eine Kreuzfahrt wird zum Horrortrip (Hörspiel-Podcast, WDR)[1]
- 2015: Wilhelm Genazino: Ein Regenschirm für diesen Tag (Doris) – Bearbeitung und Regie: Lutz Oehmichen/Heike Tauch (Hörspiel (3D-Kunstkopf) – RBB)